# ロジャー・バニスター
ロジャー・バニスター（Sir Roger Gilbert Bannister、1929年3月23日 - 2018年3月3日 ）は、イギリス・ロンドンのハーロウ出身の陸上競技選手。

## 人物
1948年のロンドンオリンピックはトレーニングと医学研究に専念するため出場を辞退。1952年のヘルシンキオリンピックでは1500mで4位に終わっている。
1954年5月6日、オックスフォード大学のイフリー・ロードのトラックで、1マイルを3分59秒4で走り、世界で初めて1マイル4分を切る記録を打ち立てた。
バニスターはその後、陸上競技を引退して神経学者となり、医者としての輝かしい貢献によって、1975年にナイトの爵位を受けた。
2000年、『ライフ』誌が選出した「この1000年で最も重要な100人」に、存命の人物として唯一選ばれた。 
2004年、50周年を記念してイギリスで50ペンス記念硬貨が発行された。
バニスターが記録を打ち立てたオックスフォード大学のトラックは2007年5月10日に改装され、ロジャー・バニスター・ランニング・トラックと改名された。
2011年にパーキンソン病と診断されて療養生活を送っていたが、2018年3月3日にオックスフォードにて死去した。88歳没。

## 1マイル4分の壁

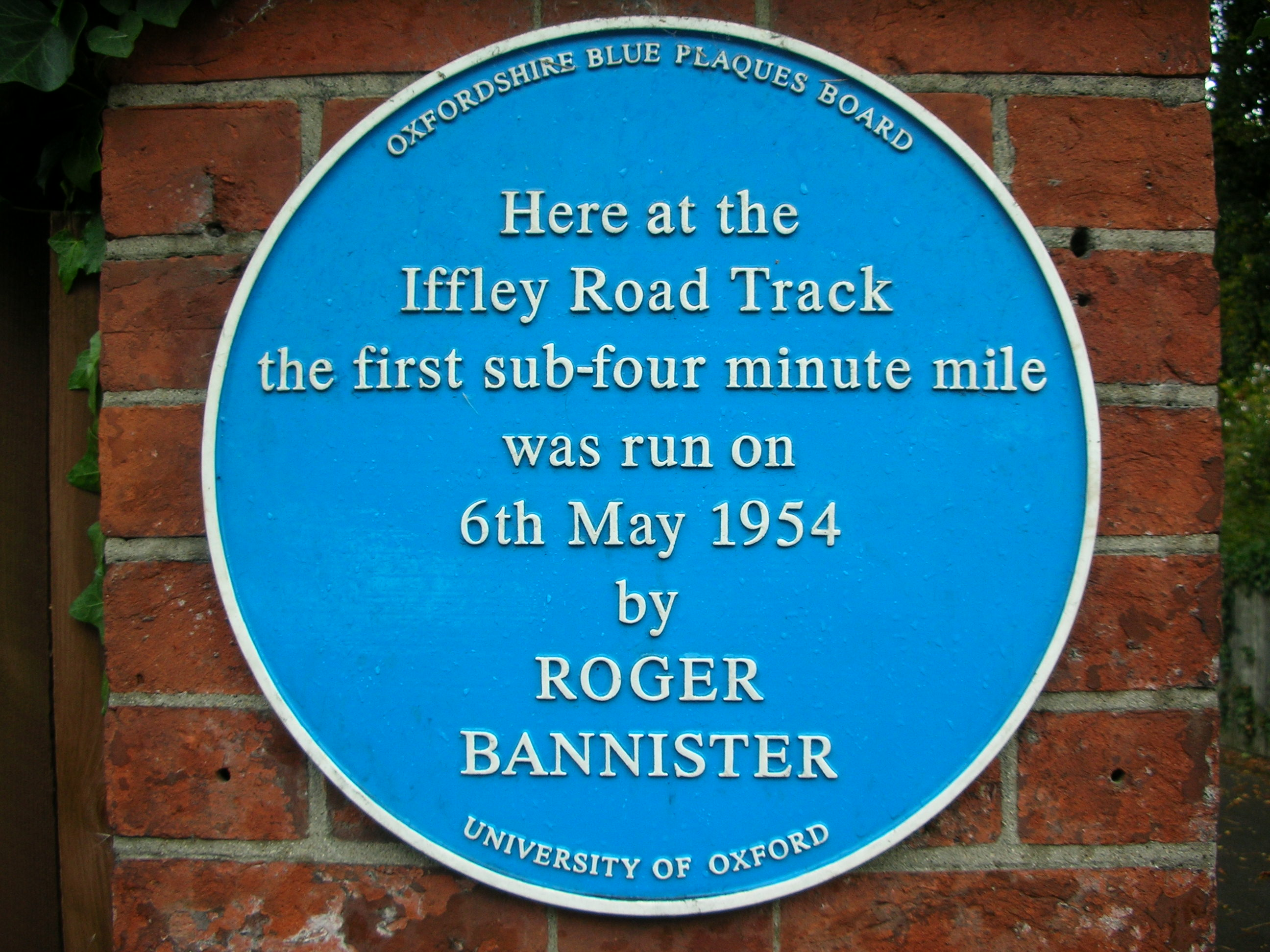
イフリー・ロードにあるバニスターの記録達成を記したブルー・プラーク

バニスターによる世界記録更新までは「1マイル4分の壁」は「brick wall（れんがの壁）」として「超えられないもの」と考えられ、エベレスト登頂や南極点到達よりも難しいとさえ言われていた。オックスフォード大学医学部の学生であったバニスターは、トレーニングに科学的手法を持ち込み、自分のコンディションを科学的に分析した。そして、2人のチームメイトをペースメーカーにして4分の壁を破った。それまでの記録は1945年にスウェーデンのGunder Häggが記録した4分01秒4だった。46日後の1954年6月21日、フィンランドのトゥルクで、ライバルだったオーストラリアのジョン・ランディが3分58秒0で走り、バニスターの記録は破られた。

## 関連書籍
- 『パーフェクトマイル　1マイル4分の壁に挑んだアスリート』（ニール・バスコム(著)、松本剛史(翻訳)、ソニーマガジンズ、2004/7、マイル4分の壁に挑んだロジャー・バニスター、ジョン・ランディ、ウェス・サンティーの3人を描く、ISBN  978-4789723213）